# IHL 1964/65
Die Saison 1964/65 war die 20. reguläre Saison der International Hockey League. Während der regulären Saison bestritten die sechs Teams jeweils 70 Spiele. In den Play-offs setzten sich die Fort Wayne Komets durch und gewannen den zweiten Turner Cup in ihrer Vereinsgeschichte.

## Teamänderungen
Folgende Änderungen wurden vor Beginn der Saison vorgenommen:
- Die Chatham Maroons stellten den Spielbetrieb ein.
- Die Windsor Bulldogs stellten den Spielbetrieb ein.
- Die Dayton Gems wurden als Expansionsteam in die Liga aufgenommen.

## Reguläre Saison

### Abschlusstabelle
Abkürzungen: GP = Spiele, W = Siege, L = Niederlagen, T = Unentschieden, OTL = Niederlage nach Overtime, GF = Erzielte Tore, GA = Gegentore, Pts = Punkte
|                      | GP | W  | L  | T | GF  | GA  | Pts |
| -------------------- | -- | -- | -- | - | --- | --- | --- |
| Port Huron Flags     | 70 | 43 | 22 | 5 | 336 | 258 | 91  |
| Fort Wayne Komets    | 70 | 40 | 25 | 5 | 344 | 240 | 85  |
| Des Moines Oak Leafs | 70 | 39 | 26 | 5 | 303 | 277 | 83  |
| Toledo Blades        | 70 | 32 | 36 | 2 | 297 | 327 | 66  |
| Dayton Gems          | 70 | 23 | 45 | 2 | 283 | 396 | 48  |
| Muskegon Zephyrs     | 70 | 22 | 45 | 3 | 30  | 385 | 47  |

## Turner-Cup-Playoffs
|  | Turner-Cup-Halbfinale | Turner-Cup-Halbfinale | Turner-Cup-Halbfinale |  |  | Turner-Cup-Finale | Turner-Cup-Finale    | Turner-Cup-Finale |
|  |                       |                       |                       |  |  |                   |                      |                   |
|  |                       |                       |                       |  |  |                   |                      |                   |
|  | 2                     | Fort Wayne Komets     | 4                     |  |  |                   |                      |                   |
|  | 4                     | Toledo Blades         | 0                     |  |  |                   |                      |                   |
|  |                       |                       |                       |  |  | 2                 | Fort Wayne Komets    | 4                 |
|  |                       |                       |                       |  |  | 3                 | Des Moines Oak Leafs | 2                 |
|  | 1                     | Port Huron Flags      | 3                     |  |  |                   |                      |                   |
|  | 3                     | Des Moines Oak Leafs  | 4                     |  |  |                   |                      |                   |
|  |                       |                       |                       |  |  |                   |                      |                   |

## Vergebene Trophäen

### Mannschaftstrophäen
| Auszeichnung                                          | Team              |
| ----------------------------------------------------- | ----------------- |
| Turner Cup Gewinner der IHL-Playoffs                  | Fort Wayne Komets |
| Fred A. Huber Trophy Bestes Team der regulären Saison | Port Huron Flags  |

### Individuelle Trophäen
| Auszeichnung                                                       | Spieler        | Team              |
| ------------------------------------------------------------------ | -------------- | ----------------- |
| James Gatschene Memorial Trophy MVP der regulären Saison           | Chick Chalmers | Toledo Blades     |
| Leo P. Lamoureux Memorial Trophy Bester Scorer                     | Lloyd Maxfield | Port Huron Flags  |
| Governor’s Trophy Bester Verteidiger                               | Lionel Repka   | Fort Wayne Komets |
| James Norris Memorial Trophy Torhüter mit den wenigsten Gegentoren | Chuck Adamson  | Fort Wayne Komets |
| Leading Rookie Award Bester Rookie                                 | Bob Thomas     | Toledo Blades     |